# Heterotropus boundariei
Heterotropus boundariei är en tvåvingeart som beskrevs av Seguy 1938. Heterotropus boundariei ingår i släktet Heterotropus och familjen svävflugor.
Artens utbredningsområde är Algeriet. Inga underarter finns listade i Catalogue of Life.